# Мирче (гмина)
Мирче (пол. Mircze) — сельская гмина (волость) в Польше, входит как административная единица в Хрубешувский повет, Люблинское воеводство. Население — 6812 человек (на 2021 год).

## Сельские округа
1. Амерыка
2. Анджеювка
3. Борсук
4. Домброва
5. Гурка-Заблоце
6. Крылув
7. Крылув-Колёня
8. Ласкув
9. Малкув
10. Малкув-Колёня
11. Марысин
12. Ментке
13. Ментке-Колёня
14. Мирче
15. Модрынец
16. Модрынь
17. Модрынь-Колёня
18. Моложув
19. Моложув-Колёня
20. Прехорыле
21. Радостув
22. Руликувка
23. Смолигув
24. Стара-Весь
25. Шиховице
26. Тучапы
27. Верешин
28. Вишнюв

## Соседние гмины
1. Гмина Долхобычув
2. Гмина Хрубешув
3. Гмина Лащув
4. Гмина Телятын
5. Гмина Тышовце
6. Гмина Вербковице